# Roque de los Muchachos
El Roque de los Muchachos és el punt més alt de l'illa de La Palma, a les Canàries. Se situa entre el terme municipal de El Paso i Garafía. El cim té una altitud de 2426 msnm, que fa de La Palma la segona illa més alta de l'arxipèlag, després de Tenerife, i també dels arxipèlags atlàntics en general, seguida de prop pel Pico de les Açores.

## Característiques
El Roque de los Muchachos tanca la Caldera de Taburiente per la zona nord. Es va formar a causa de l'empenta que el magma profund va exercir sobre unes colades, aixecant-les i fracturant-les. Posteriorment la resta del massís va desaparèixer en la depressió que ara és la Caldera, a causa de grans esllavissaments per efecte de la gravetat, completada amb l'efecte erosiu de les aigües.
Al Roque de los Muchachos, donades les seves especials condicions climàtiques, banyat per l'aire fresc de l'Atlàntic, sense turbulències, i també per la seva gran altura, que garanteix una llum estable i prístina, se situa l'Observatori Astrofísic del Roque de los Muchachos.
Des del cim es poden veure les illes de Tenerife, La Gomera i El Hierro si hi ha bona visibilitat.